# Francouzsko-španělská válka
Francouzsko-španělská válka v letech 1635–1659 vznikla v kontextu třicetileté války, probíhala však ještě po ukončení třicetileté války.

## Předchozí události
Francouzský kardinál Richelieu zahájil tuto válku ve snaze uvolnit Francii z obklíčení habsburskými državami. Francie válku vyhrála a Pyrenejský mír (1659) jí přiřkl Roussillon, Perpignan, Montmédy a další části Lucemburska, Artois a další části Flander jako Arras, Béthune, Gravelines a Thionville, a ustavila hranici mezi oběma zeměmi v Pyrenejích. Válka zároveň ukončila epochu španělské dominance v evropské politice a zahájila éru dominance francouzské.
Válku Richelieu započal tím, že se roku 1635 postavil po bok Švédska proti Habsburkům a zaútočil na jižní Nizozemí a na Burgundsko, tehdy španělské državy. Francouzi zvítězili v bitvě u Les Avins (1635) a na oplátku Španělé, jimž veleli Don Fernando a Jan von Werth, pronikli do severní Francie a začali ohrožovat Paříž. Španělsko však bylo vnitřně oslabeno ekonomickou krizí a uvnitř země začala propukat povstání, zejména povstání Katalánců a Portugalců roku 1640; Katalánsko se Španělům podařilo ovládnout až po několikaleté válce a Portugalsko ztratili navždy. Bitva u Rocroi (1643) znamenala rozhodující porážku Španělska Francií. Roku 1646 překročili Francouzi vedení Turennem Rýn, zaútočili na Bavorsko a odřízli španělské Habsburky od jejich rakouských příbuzných. Roku 1647 propukla protišpanělská povstání v Neapolsku a na Sicílii, ta však byla potlačena.
Problémy na bojištích i ve vnitrozemí vedly španělskou vládu k úsilí o mírová jednání. Roku 1648 tak došlo k dohodě s protestantským Nizozemím, čímž skončila osmdesátiletá válka. S Francouzi však k dohodě nedošlo a bitva u Lens (1648) přinesla další porážku Španělů. Přesto došlo k několikaletému faktickému příměří, vyvolenému povstáním Frondy ve Francii.
Roku 1653 válka vzplanula znovu a na stranu Francie se připojili Angličané. Francouzi zvítězili v bitvě u Dunkerque (1658), což vedlo k mírovým jednáním s Francií završeným Pyrenejským mírem. Válečný stav mezi Španělskem a Anglií skončil o dva roky později.